# 트레버 블러머스
트레버 블러머스(Trevor Blumas, 1984년 10월 16일 ~ )는 캐나다의 배우, 작곡가 겸 작사가, 텔레비전 배우이다.
런던에서 태어났다.

## 영화
- 투 영 투 메리 (2007년)
- 아이스 프린세스 (2005년) - 테디 하우드 역
- 언세드 (2001년)
- 시즌 오브 러브 (1999년)
- 스위칭 골스 (1999년)
- 더 월 (1998년)